# Drvenik (Konavle)
Drvenik is een plaats in de gemeente Konavle in de Kroatische provincie Dubrovnik-Neretva. De plaats telt 70 inwoners (2001).